# Parigi (Cikande)
Parigi is een bestuurslaag in het regentschap Serang van de provincie Banten, Indonesië. Parigi telt 8967 inwoners (volkstelling 2010).